# 仙湖植物园

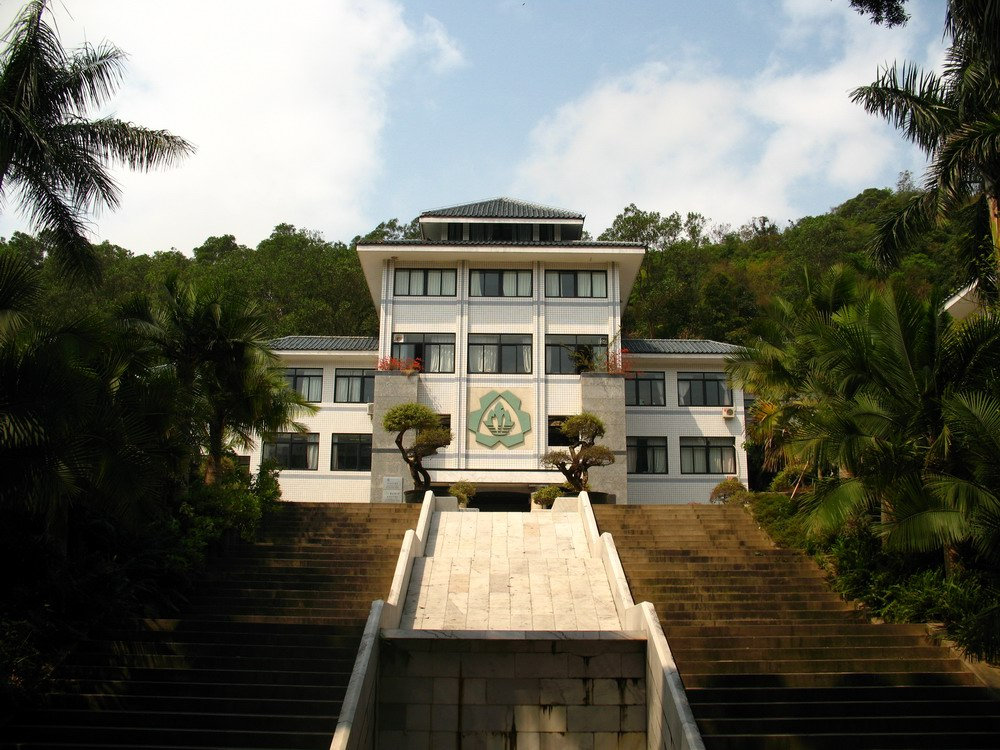
仙湖植物园管理大楼

仙湖植物园，全称深圳市中国科学院仙湖植物园，是位于中国广东省深圳市罗湖区东郊仙湖路的集科学研究、物种保育、公众教育科普等为一体的大型植物园，国家AAAA级旅游景区。其地理位置东倚深圳梧桐山，西临深圳水库，面积668公顷。。

## 历史
仙湖植物园始建于1983年，1988年正式对外开放，2007年后逐步被中科院纳入科研及教学基地，植物园的功能有科研、科普、学术交流、旅游接待等。
仙湖植物园是以旅游为主，科研科普为辅的风景植物园。现园内共建有17个植物专类区，收集有8000余种植物。全园分为门区、天上人间景区、湖区、庙区、化石森林、松柏杜鹃景区等6大景区。建有芦汀乡渡、山塘野航、竹苇深处、别有洞天、玉带桥、十一孔桥、龙尊塔、听涛阁、两宜亭、揽胜亭、桃花亭等十几处园林景点和国家苏铁种质资源保护中心、荫生植物区、蝶谷幽兰、沙漠植物区、孢子植物区、裸子植物区、药用植物区、引种区、竹区、珍稀树木园、盆景园、木兰园、棕榈园、百果园、水景园、桃花园、紫薇园等17个植物专类园。。
植物园内有深圳知名的佛教建筑群－弘法寺，节日期间香客众多，特别是中国农历新年期间数日，香客数量可达30万计，地方政府必须动用大量警力维持秩序。

## 接驳交通
| 地铁 - █2号线：仙湖路站 巴士 \| 编号 \| 编号 \| 线路 \| 线路 \| 线路 \| 收费 \| 运营商 \| 备注 \| \| ---- \| ---- \| -------------------- \| ---- \| ------------------ \| ----- \| -------- \| -------- \| \| \| M102 \| 福田交通枢纽公交场站 \| ⇆ \| 仙湖植物园总站 \| 2元 \| 巴士公汽 \| 原 202 \| \| \| 220 \| 仙湖植物园总站 \| ⇆ \| 建设路三岛中心总站 \| 2元 \| 巴士公汽 \| \| \| \| M182 \| 西丽官龙村总站 \| ⇆ \| 仙湖植物园总站 \| 2–7元 \| 巴士三分 \| 原 382 \| \| \| M526 \| 强荣东总站 \| ⇆ \| 仙湖植物园总站 \| 2–8元 \| 巴士三分 \| 原 机场6 \| |      |                      |      |                    |       |          |          |
| 编号 | 编号 | 线路                 | 线路 | 线路               | 收费  | 运营商   | 备注     |
| | M102 | 福田交通枢纽公交场站 | ⇆    | 仙湖植物园总站     | 2元   | 巴士公汽 | 原 202   |
| | 220  | 仙湖植物园总站       | ⇆    | 建设路三岛中心总站 | 2元   | 巴士公汽 |          |
| | M182 | 西丽官龙村总站       | ⇆    | 仙湖植物园总站     | 2–7元 | 巴士三分 | 原 382   |
| | M526 | 强荣东总站           | ⇆    | 仙湖植物园总站     | 2–8元 | 巴士三分 | 原 机场6 |